# 山野勝
山野 勝（やまの まさる、1943年 - ）は、日本の編集者、坂道研究家。講談社顧問、日本坂道学会会長。広島県呉市出身。

## 来歴
広島県呉市で生まれ、2歳から山口県柳井市で、小学校1年から東京都で育つ。早稲田大学政治経済学部新聞学科を卒業後、報知新聞社に入社し、その後講談社に入社する。「週刊ヤングマガジン」編集長、常務取締役、講談社コミッククリエイト代表取締役社長を歴任後、フリーへ転身。「週刊ヤングマガジン」編集長時代には『AKIRA』、『ビー・バップ・ハイスクール』などを世に出した。
歩けば東京が分かるだろうと、45歳頃から坂の魅力に目覚め、2年半かけ、名前のある約640の坂を「踏襲」。2000年に居酒屋で偶然会ったタモリと2人で坂道愛好家の会、日本坂道学会を設立した。朝日新聞で2003年3月から2006年9月まで「江戸の坂 歴史散歩」を連載。2004年には「タモリのTOKYO坂道美学入門」の作成に協力するなど、江戸の坂の魅力を著書で伝え、現在に至る「古地図ブーム」「坂道ブーム」の火付け役となった。
現在はカルチャーセンター等で「坂道講座」の講師を務めている。
2022年9月、「日本坂道学会」の公式オンライン講座として「日本坂道学会・山野勝のお江戸坂道・歴史散歩」（DMMオンラインサロン）を開講。これまでカルチャースクールなどで培った坂道の魅力を広めることを目的に、全国どこにいても歴史散歩のコース＝お江戸坂道を歩いているような、見て楽しく学びになるコンテンツを提供している。

## 著書
- 『江戸の坂—東京・歴史散歩ガイド』朝日新聞社、2006年
- 『江戸と東京の坂―決定版!古地図“今昔”散策』日本文芸社、2011年
- 『古地図で歩く江戸と東京の坂』日本文芸社、2012年